# لوريتا يونغ
غريتشن ميكايلا «لوريتا» يونغ (بالإنجليزية: Gretchen Michaela "Loretta" Young) ‏ (6 يناير 1913 - 12 أغسطس 2000) هي ممثلة أمريكية. بدأت التمثيل وهي طفلة، كان ليونغ مسيرة مهنية طويلة ومتنوعة في الأفلام من عام 1917 حتى 1953. فازت بجائزة الأوسكار لأفضل ممثلة عام 1948 عن دورها في فيلم ابنة المزارع، ورشحت لجائزة أوسكار عن دورها في فيلم تعال إلى الإسطبل عام 1949.

## وصلات خارجية
- لوريتا يونغ على موقع IMDb (الإنجليزية)
- لوريتا يونغ على موقع الموسوعة البريطانية (الإنجليزية)
- لوريتا يونغ على موقع روتن توميتوز (الإنجليزية)
- لوريتا يونغ على موقع مونزينجر (الألمانية)
- لوريتا يونغ على موقع ألو سيني (الفرنسية)
- لوريتا يونغ على موقع ميوزك برينز (الإنجليزية)
- لوريتا يونغ على موقع تيرنر كلاسيك موفيز (الإنجليزية)
- لوريتا يونغ على موقع أول موفي (الإنجليزية)
- لوريتا يونغ على موقع قاعدة بيانات الأفلام السويدية (السويدية)
- لوريتا يونغ على موقع إن إن دي بي (الإنجليزية)
- لوريتا يونغ على موقع TVGuide.com
- صور وببليوغرافيا